# Prostatektomia radykalna
Prostatektomia radykalna (PR) – operacja polegająca na wycięciu całego gruczołu krokowego (prostaty, stercza) wraz z odcinkiem sterczowym cewki moczowej i pęcherzykami nasiennymi, a następnie wykonaniu zespolenia pęcherzowo-cewkowego. Jest uznaną metodą leczenia raka gruczołu krokowego, szczególnie we wczesnym stadium zaawansowania klinicznego, umożliwiającą osiągnięcie wyników 5- i 10-letniego przeżycia całkowitego na poziomie 80% i 75% oraz wolnego od wznowy biochemicznej odpowiednio 90–70% i 80–60%.

## Techniki chirurgiczne
Prostatektomię można wykonać metodą otwartą, laparoskopową lub wspomaganą robotem (RARP). Początkowo otwarta technika PR, opisana przez Younga w 1904 r., prowadzona była przez krocze, ale jej niedostatkiem był brak dostępu do węzłów limfatycznych (LN) miednicy. Otwarte dojście załonowe (RRP) zostało spopularyzowane przez Walsha w 1982 r. Pierwszą laparoskopową PR opisano w 1997 r. Robotyczna PR (RARP) została wprowadzona przez Binder w 2002 r. przy użyciu systemu da Vinci. Technologia ta łączy zalety minimalnie inwazyjnej laparoskopowej PR z poprawioną ergonomią chirurga i większą techniczną łatwością wykonania szwów zespolenia pęcherzowo-cewkowego. RARP stała się obecnie preferowanym, małoinwazyjnym zabiegiem wszędzie tam, gdzie dostępny jest odpowiedni sprzęt.
W randomizowanym badaniu III fazy wykazano, że RARP skraca czas hospitalizacji i zmniejsza stopień utraty krwi, ale nie poprawia wczesnych (12 tygodni) wyników czynnościowych lub onkologicznych w porównaniu z otwartą PR. Zaktualizowana analiza z obserwacji po 24 miesiącach nie ujawniła żadnych istotnych różnic w wynikach czynnościowych między tymi metodami. W  systematycznym przeglądzie i metaanalizie  wykazano, że RARP ma mniejszą zachorowalność okołooperacyjną i mniejsze ryzyko dodatnich marginesów chirurgicznych w porównaniu z laparoskopową prostatektomią (LPR). Przegląd Cochrane, porównujący RARP lub LPR z otwartą PR nie wykazał istotnych różnic zarówno w wynikach onkologicznych, jak i w funkcjach trzymania moczu i  seksualnych. Zarówno RARP, jak i LRP doprowadziły do statystycznie istotnej poprawy czasu pobytu w szpitalu i transfuzji krwi w porównaniu z otwartą RP. Jednak w chwili obecnej nie można wskazać na wyższość którejś z opisanych metod.

## ELND podczas PR
Elementem radykalnej prostatektomii może być usunięcie niektórych grup węzłów chłonnych, nazywane limfadenektomią (ELND). Przegląd systematyczny piśmiennictwa wykazał, że wykonanie ELND podczas PR nie poprawiło wyników onkologicznych, w tym przeżycia. Potencjalną możliwość znalezienia zajętych węzłów chłonnych (LN) można przed operacją oszacować za pomocą nomogramów. Metaanaliza wykazała podobną dokładność diagnostyczną w przewidywaniu inwazji LN dla nomogramów Briganti, Partin i Memorial Sloan Kettering Cancer Center (MSKCC).

## Chirurgia oszczędzająca pęczki nerwowe
PR z zachowaniem pęczków nerwowo-naczyniowych z przywspółczulnymi odgałęzieniami nerwowymi splotu miednicy może oszczędzać zaburzenie funkcji erekcji. Chociaż wiek i funkcja przedoperacyjna mogą pozostać najważniejszymi predyktorami pooperacyjnej erekcji, oszczędzanie nerwów wiąże się również z poprawą wyników w zakresie trzymania moczu, a także może mieć znaczenie dla mężczyzn z zaburzeniami erekcji. Oszczędzanie nerwów podczas PR nie zagraża kontroli raka, jeśli pacjenci są starannie dobierani w zależności od lokalizacji guza oraz wielkości i stopnia jego zaawansowania.

## Ostre i przewlekłe powikłania po PR
Częstymi powikłaniami, występującymi po PR, są nietrzymanie moczu i zaburzenia erekcji. Kluczową kwestią jest to, czy problemy te można zmniejszyć dzięki zastosowaniu nowszych technik, takich jak RALP. Prospektywne, kontrolowane badanie  na pacjentach poddawanych PR w 14 ośrodkach z zastosowaniem metody RALP lub RRP wykazało, że w 12 miesięcy po RALP nietrzymanie moczu dotykało 21,3% badanych, a po RRP 20,2%. Zaburzenia erekcji obserwowano u 70,4% badanych po RALP i u 74,7% po RRP.   
Systematyczny przegląd i metaanaliza wpływu przedoperacyjnych ćwiczeń dna miednicy (PFE) przed PR na pooperacyjne nietrzymanie moczu wykazała znaczną poprawę częstości nietrzymania moczu.

## Ablacja androgenowa  przed PR
W kilku badaniach przeanalizowano celowość stosowania neoadiuwantowej ablacji androgenowej (ADT) przed PR. Główne ustalenia zostały podsumowane w przeglądzie Cochrane. Wykazano, że neoadiuwantowa ADT wiązała się z obniżeniem stopnia zaawansowania raka, zmniejszonymi dodatnimi marginesami i mniejszą częstością dodatnich LN. Korzyści te są większe wraz z wydłużeniem czasu trwania leczenia (do 8 miesięcy). Ponieważ jednak ani przeżycie bez nawrotu PSA, ani przeżycie swoiste dla raka (CSS) nie uległy poprawie, neoadiuwantowa ADT nie powinna być traktowana jako standardowa praktyka kliniczna. 

## PR a radioterapia
W badaniu ProtecT porównano PR z radioterapią  (EBRT). Przy medianie czasu obserwacji wynoszącej 10 lat nie stwierdzono różnic między operacją a radioterapią we wszystkich wynikach onkologicznych.